# LTV A-7 Corsair II
Ling-Temco-Vought A-7 Corsair II je bil enomotorni podzvočni palubni jurišnik. Zasnovan je na podlagi nadzvočnega lovca Vought F-8 Crusader - po izgledu sta si obe letali precej podobni. Corsair II je bil prvo bojno letalo s Head-up display-em, Inercialno navigacijo (INS) in turbofan motorjem. V 1970ih so letalo izvozili tudi v Grčijo in Portugalsko. V letih 1965–1984 so zgradili okrog 1569 letal, kar ga uvršča med najbolj proizvajana reaktivna palubna letala.
A-7 je bil zasnovan kot naslednik Douglas A-4 Skyhawka, se je pa uporabljal tudi namesto Douglas A-1 Skyraiderja North American F-100 Super Sabre in Republic F-105 Thunderchief. 

## Specifikacije(A-7E)
Podatki iz Jane's All the World's Aircraft 1982-83Complete Encyclopedia of World Aircraft,International Directory of Military Aircraft, Combat Aircraft since 1945
Splošne značilnosti
- Posadka: 1
- Dolžina: 46 ft 2 in (14,06 m)
- Razpon kril: 38 ft 9 in (11,8 m)
- Širina: 23 ft 9 in (7,24 m) wings folded
- Višina: 16 ft 1 in (4,9 m)
- Površina kril: 374,9 sq ft (34,83 m2)
- Aeroprofil: NACA 65A007
- Teža praznega letala: 19.127 lb (8.676 kg)
- Maks. vzletna teža: 41.998 lb (19.050 kg)
- Kapaciteta goriva: 5060 litrov
- Pogon letala: 1 × Allison TF41-A-2 turbofan, 15.000 lbf (66,7 kN) potisk motorjev

Zmogljivost
- Maks. hitrost: 600 kn (690 mph; 1.111 km/h) na nivoju morja

562 kn (1.041 km/h; 647 mph) na višini 5.000 ft (1.524,0 m) z 12x Mk82 bombami
595 kn (1.102 km/h; 685 mph) na višini 5.000 ft (1.524,0 m) po odmetu bomb
- Doseg: 1.070 nmi; 1.231 mi (1.981 km) z maks. notranjim gorivom
- Največji doseg: 1.342 nmi; 1.544 mi (2.485 km) z maks. notranjim in zunanjim gorivom
- Višina leta (servisna): 42.000 ft (13.000 m)
- Obremenitev krila: 77,4 lb/sq ft (378 kg/m2)
- Razmerje potisk/teža: 0,50
- Vzletna razdalja: 1.705 ft (519,7 m) pri 42.000 lb (19.000 kg)

Oborožitev

- Strelno orožje: 1× M61A1 Vulcan 20 mm (0,787 in) Gatlingov top s 1030 naboji
- Pritrditvena mesta: 8: 6× podkrilni in 2× podtrupni s kapaciteto 15.000 lb (6.803,9 kg),with provisions to carry combinations of:
  - Rakete: 4× izstreljevalci raket LAU-10  (vsak z 4× 127 mm (5,000 in) Mk 32 Zuni raketami)
  - Izstrelki: 

    - 2× raketi zrak-zrak AIM-9 Sidewinder
    - 2× protiradarski raketi AGM-45 Shrike
    - 2× TV-vodeni jadralni bombi AGM-62 Walleye
    - 2× raketi zral-zemlja AGM-65 Maverick
    - 2× protiradarski raketi AGM-88 HARM
    - 2× elektro-optično vodeni jadralni bombi GBU-8 HOBOS

  - Bombe: 

    - Do 30× 500 lb (226,8 kg) Mark 82 bomb
    - Laserko vodene bombe Paveway

  - Do 4× jedrske bombe B28/B43/B57/B61/B83
  - Drugo: Do 4 × 300 US gal (1.100 L)[convert: nepravilna opcija],  330 US gal (1.200 L)[convert: nepravilna opcija] ali 370 US gal (1.400 L)[convert: nepravilna opcija] odvrgljivi rezervoarji

Letalska elektronika

- AN/ASN-90(V) Inertial reference system
- AN/ASN-91(V) navigacijjski orožni računalnik
- AN/APN-190(V) Doppler groundspeed and drift detector
- Texas Instruments AN/APQ-126(V) TFR radar
- AN/AVQ-7(V) Head-up display
- CP-953A/AJQ Air Data computer (ADC)
- AN/ASN-99 Projected Map Display (PMD)